# Стропальник

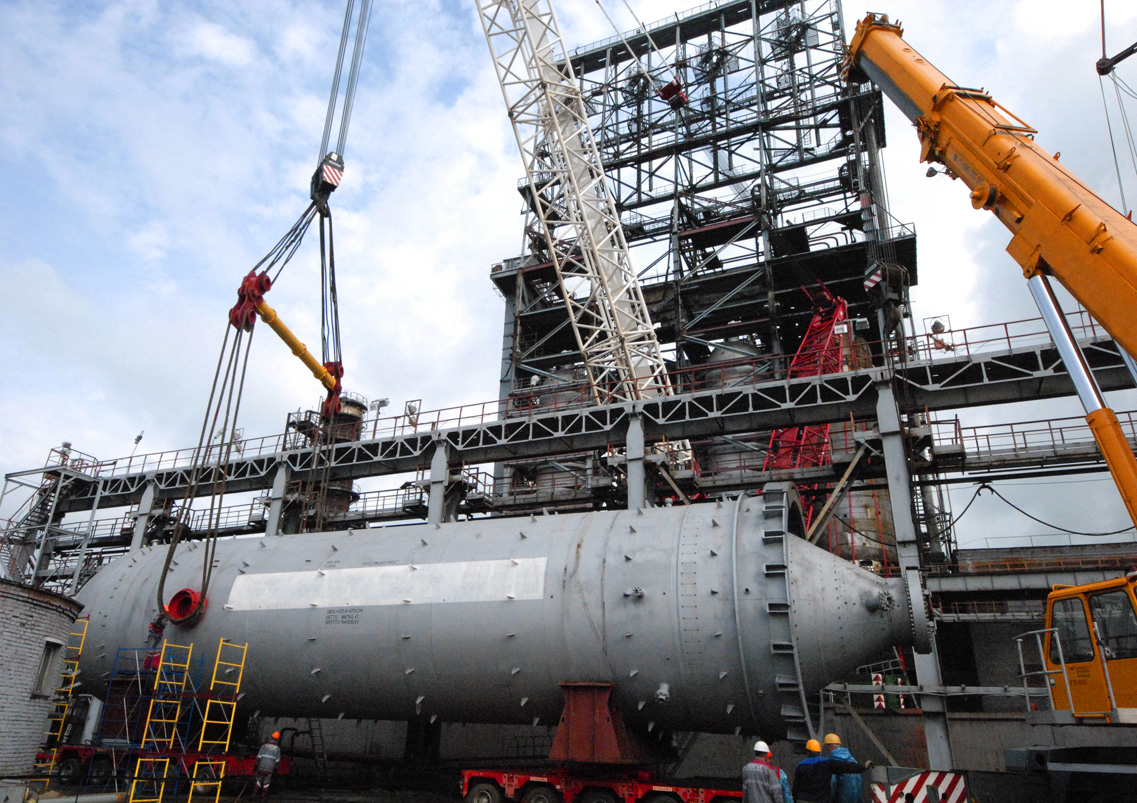
Стропування 200-тонної ємності за допомогою чотирьох строп та металевої балки-траверса

Стропальник — професія, робітник що виконує стропування (обв'язку) вантажів або спеціальних допоміжних пристосувань для проведення вантажно-розвантажувальних робіт разом з вантажопідйомним механізмом.
Основні види виробництва, де затребувана робота стропальника — будівництво, складське господарство, портові та залізничні вантажні термінали, важка промисловість.
Назва професії походить від слова «строп» — здебільшого металевого тросу з петлями, що використовується для підвішування вантажу до гака вантажопідіймального механізма.

## Професійна термінологія
- Віра — вгору (догори); піднімати
- Майна — вниз (донизу); опускати